# Orthotrichum maritimum
Orthotrichum maritimum là một loài Rêu trong họ Orthotrichaceae. Loài này được (Müll. Hal. & Kindb.) Kindb. mô tả khoa học đầu tiên năm 1897.